# Johanna von Puttkamer
Johanna Friederike Charlotte Dorothea Eleonore von Puttkamer (11. dubna 1824 – 27. listopadu 1894, Warcino), známá jako Johanna, Princezna z Bismarcku, Vévodkyně z Lauenburgu, byla pruská šlechtična a manželka prvního německého kancléře Otty von Bismarcka.

## Životopis

#### Mládí
Narodila se 11. dubna roku 1824 na panství Viartlum u Rummelsburgu v pruské provincii Pomořansko. Její předkové z rodu Puttkamerů patřili do okruhu uralských rodů v Dálném Pomořansku. Vyrůstala v sousedním zámku Reinfeld, který její otec získal krátce po jejím narození.

#### Manželství s Ottou von Bismarckem
V roce 1844 se seznámila s tehdejším majitelem panství Kniephof Otto von Bismarckem. Ten byl zamilován do Marie, dcery svého přítele Adolfa von Thadden-Trieglaffa. Ta jeho lásku neopětovala, protože již byla zasnoubená s Bismarckovým přítelem ze školy Moritzem von Blanckenburgem. Na svatebním obřadu Bismarcka představila své přítelkyni Johanně von Puttkamer. Oba se více sblížili v roce 1846 během cesty na pohoří Harz. Marie náhle ve stejném roce zemřela na meningitidu. Bismarck se i přes smutek rozhodl požádat Heinricha von Puttkamera o ruku své dcery.
Vzali se 28. července roku 1847 ve farním kostele v Alt-Kolziglow. Měli spolu tři děti, Marii, Herberta a Wilhelma.
Johanna byla věrnou přítelkyní a zásadní oporou po celou dobu manželovy kariéry. Nicméně Otto von Bismarck nikdy zcela nepřekonal lásku k zesnulé Marii von Thadden. Později navázal románek s kněžnou Kateřinou Orlovou, rozenou Trubeckou. To byla manželka ruského vyslance Nikolaje Alexejeviče Orlova. Značný vliv Johanny na politiku jejího manžela dokládá jejich obsáhlá korespondence.

#### Smrt
Zemřela 27. listopadu roku 1894 na panství Bismarck ve Warcinu. Bylo jí 70 let. Její manžel nechal ve varžinském parku postavit kapli, kde byla pohřbena. Později byly její ostatky přeneseny do Bismarckova mauzolea ve Friedrichsruhu.